# Eriopyga complexens
Eriopyga complexens là một loài bướm đêm trong họ Noctuidae.